# Ricarda Winkelmann
Ricarda Winkelmann (* 1985) ist eine deutsche Physikerin, Glaziologin und Hochschullehrerin.

## Leben
Ricarda Winkelmann studierte Physik und Mathematik an der Georg-August-Universität Göttingen und der University of California, Santa Barbara. 2008 erhielt sie ihr Diplom in Mathematik. Von 2008 bis 2012 absolvierte sie ein Promotionsstudium in Physik am Potsdam-Institut für Klimafolgenforschung (PIK). Von November 2010 bis Februar 2011, sowie von Januar bis März 2018 nahm sie an Bord der Polarstern an einer wissenschaftlichen Expedition in die Antarktis teil. Der Titel der Dissertation lautet The Future Sea-Level Contribution from Antarctica - Projections of Solid Ice Discharge. Anschließend arbeitete sie als Post-Doc am PIK und an der Carnegie Institution for Science in Stanford, USA. Von 2015 bis 2019 war sie Juniorprofessorin für Klima-System-Analyse am Potsdam-Institut für Klimafolgenforschung und dem Institut für Astronomie und Physik der Universität Potsdam, 2020 wurde sie zur ordentlichen Professorin berufen. Im Juli 2023 hat Winkelmann den Ruf als zweite Gründungsdirektorin an das Max-Planck-Institut für Geoanthropologie in Jena angenommen.

## Forschung

Schematische Darstellung des Kalbens eines Eisschelfs

Seit 2010 entwickelt sie das Parallel Ice Sheet Model, ein als Open-Source-Software verfügbares Modell des Eisschildes. Sie untersucht Wechselwirkungen zwischen Klima, Landeis und Ozean. Eine der Erkenntnisse war, dass in der Antarktis eine Hysterese auftreten kann, wonach der Verlust des Eises unumkehrbar sein kann, selbst wenn die globale Mitteltemperatur wieder auf das vorindustrielle Niveau sinken würde. Dies ist eine charakteristische Eigenschaft von Kippelementen des Klimasystems.
Ab 2017 untersuchte sie Dominoeffekte von Kippelementen (Tipping-Points) im Erdsystem und der Gesellschaft, in einer Kollaboration mit dem GESIS – Leibniz-Institut für Sozialwissenschaften.
Seit 2019 leitet Winkelmann gemeinsam mit Jonathan Donges das „FutureLab“ Earth Resilience in the Anthropocene, das die Resilienz des Erdsystems im Zeitalter des Anthropozäns untersucht.

## Auszeichnungen
- 2017: Nach Karl Scheel benannter Preis der Physikalischen Gesellschaft zu Berlin[16]
- 2017: EGU Outstanding Early Career Scientists Award, Cryospheric Division, European Geosciences Union[10]
- 2018: Nachwuchswissenschaftlerin des Portals academics der Zeitschriften Die Zeit und Forschung & Lehre[17][18]
- 2024: Mitglied der Berlin-Brandenburgischen Akademie der Wissenschaften

## Publikationen (Auswahl)
- Will Steffen u. a.: Trajectories of the Earth System in the Anthropocene. In: Proceedings of the National Academy of Sciences of the United States of America 115(33), August 2018, S. 8252–8259, doi:10.1073/pnas.1810141115.
- Peter U. Clark u. a.: Consequences of twenty-first-century policy for multi-millennial climate and sea-level change. In: Nature Climate Change 6(4), 2016, S. 360–369, doi:10.1038/nclimate2923.
- Hans Joachim Schellnhuber, Stefan Rahmstorf, Ricarda Winkelmann: Why the right climate target was agreed in Paris. In: Nature Climate Change 6(7), 2016, S. 649–653, doi:10.1038/nclimate3013.
- Ricarda Winkelmann, Maria A. Martin, Marianne Haseloff, Torsten Albrecht, Ed Bueler, C. Khroulev, Anders Levermann: The Potsdam Parallel Ice Sheet Model (PISM-PIK) – Part 1: Model description. In: The Cryosphere 5(3), 2011, S. 715–726, doi:10.5194/tc-5-715-2011.